# 格雷迪 (阿拉巴馬州)
格雷迪（英語：Grady）是一個位於美國阿拉巴馬州蒙哥馬利縣的非建制地區。該地的面積和人口皆未知。

## 地理
格雷迪的座標為31°59′42″N 86°12′04″W / 31.99500°N 86.20111°W，而該地的平均海拔高度為139米（即456英尺）。